# 異方性フィルタリング
異方性フィルタリング （いほうせいフィルタリング）とは、コンピュータグラフィックスにおけるテクスチャフィルタリングの技術および計算方法の一つである。

## 概要
現在のコンシューマ３Ｄグラフィックスカードで使える、画質とパフォーマンスのバランスがよいフィルタリング方法である。
バイリニアフィルタリングおよびトリリニアフィルタリングに比べ進化したものであると言える。両方ともテクスチャから矩形をサンプリングしているが、これは視点がテクスチャの真上から見ている場合にのみ正しい。テクスチャを貼った面が斜めだった場合（後方に伸びている床など）では、ぶれたように見えてしまう。異方性フィルタリングでは、視点からの角度によって、正しく台形としてサンプリングすることで、正しく見えるようにしている。
最終的な色を生成するためにはトリリニアフィルタリングでサンプリングを行う。